# جيف وير
جيف وير هو لاعب هوكي الجليد كندي، ولد في 19 مايو 1977 في تورونتو في كندا.

## وصلات خارجية
- جيف وير على موقع دوري الهوكي الوطني (الإنجليزية)
- جيف وير على موقع قاعة مشاهير الهوكي (لاعب أن.إتش.أل) (الإنجليزية)
- جيف وير على موقع EliteProspects.com (الإنجليزية)
- جيف وير على موقع HockeyDB.com (الإنجليزية)
- جيف وير على موقع Hockey-Reference.com (الإنجليزية)